# المفتش
المفتش (بالإنجليزية: The Inspector)‏ سلسلة رسوم متحركة مسرحية أمريكية من إنتاج شركة ديباتي-فريلينغ إنتربرايزس عرضت بين عامي 1965 و 1969 ضمن برنامج النمر الوردي (أفلام) بطل المسلسل هو مفتش بوليسي فرنسي وشخصيته مقتبسة من شخصية المفتش كلوزو.